# Franz Wenzler
Franz Wenzler (né le 26 avril 1893 à Brunswick dans le duché de Brunswick et mort le 9 janvier 1942  à Rome) est un metteur en scène de théâtre et de cinéma allemand.

## Filmographie
- 1931 : Nuit sans ennui (de) (Die Nacht ohne Pause)
- 1931 : Das Ekel (de)
- 1932 : Ehe m.b.H. (en)
- 1932 : L'Amour, le Plaisir et le Sérieux (en) (Liebe, scherz und ernst)
- 1932 : Quand l'amour fait la mode (en) (Wenn die Liebe Mode macht)
- 1933 : Le Scandale de la rue du parc (en) (Skandal in der Parkstraße)
- 1933 : Gipfelstürmer (en)
- 1934 : Rayon d'acier (Der stählerne Strahl)
- 1934 : Hans Westmar
- 1935 : Les Cent Jours de Napoléon (Hundert Tage)